# ジュスト・ブケ
ジュスト・ブケ（Just André François Becquet、1829年7月14日 - 1907年2月24日）はフランスの彫刻家である。

## 略歴
ブルゴーニュ＝フランシュ＝コンテ地域圏のブザンソンの金細工師のもとに生まれた。ブザンソンの高校を卒業した後、ブザンソンの美術学校に入学した。ブザンソンで働いていた彫刻家、ジュール・フランチェスキ(Jules Franceschi)に才能を認められ、パリに出て、フランチェスキの師匠で、プゲと同じブルゴーニュ＝フランシュ＝コンテ出身の有力な彫刻家、フランソワ・リュードに紹介され、リュードの弟子になることができた。
1851年にフランソワ・リュードが引退し、他の弟子がダヴィッド・ダンジェの工房に移った時に、独立する道を選んだ。1857年からパリのサロンに出展を始めたが、彫刻家として評価されるまでには、株の仲買人や楽器の演奏者などで稼がなければならなかった。1869年に作品が展覧会で入賞し、翌年、一等のメダルを受賞した。1878年のパリ万国博覧会で2等のメダルを受賞し、その年にレジオンドヌール勲章（シュヴァリエ）を受勲した。1889年、1900年のパリ万国博覧会でも賞を受けた。1898年にレジオンドヌール勲章（オフィシエ）を受勲した。
1906年まで毎年サロンに出展していたが、次の作品としてギリシャ神話のネッソスのシャツを題材に彫刻を制作中に病に倒れ、翌年、パリの病院で亡くなった。没後の1909年に、アンリ＝レオン・グレベールによるモニュメントがブザンソンのミコー公園(Parc Micaud)に設置された。

## 作品

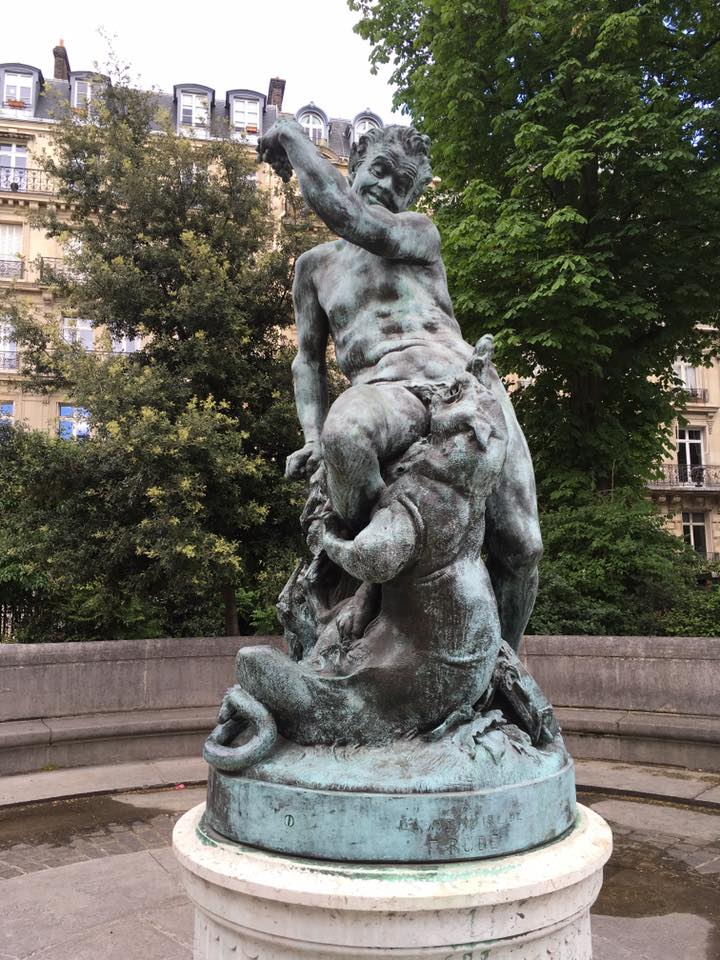
豹と遊ぶ野生児、(パレ・ガリエラ庭園)
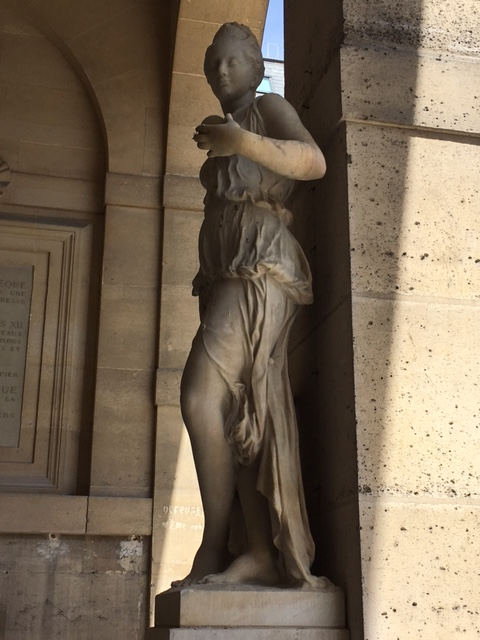
La Numismatique (1891) (フランス国立図書館)
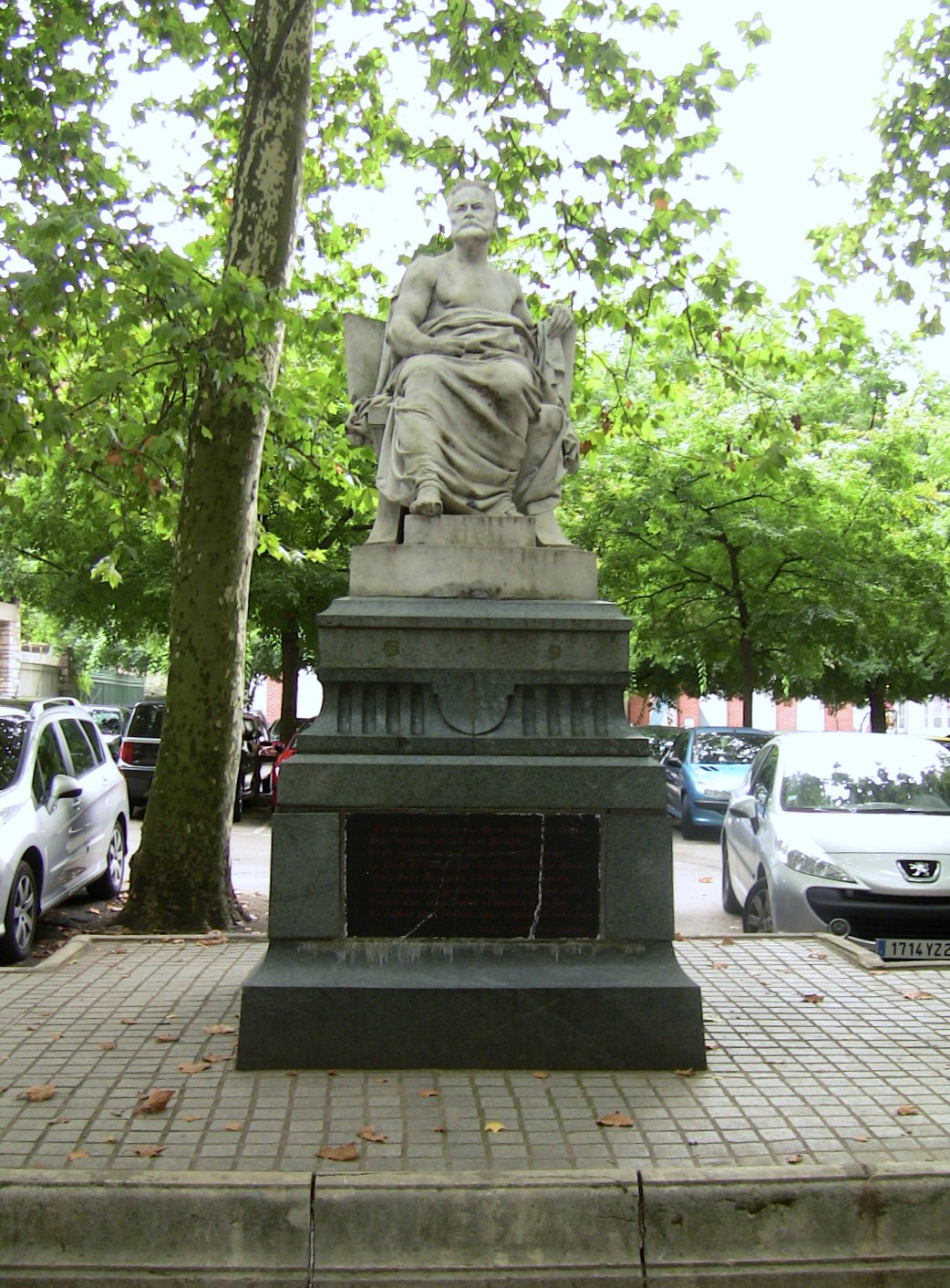
ヴィクトル・ユーゴー、(parc Granvelle、ブザンソン)
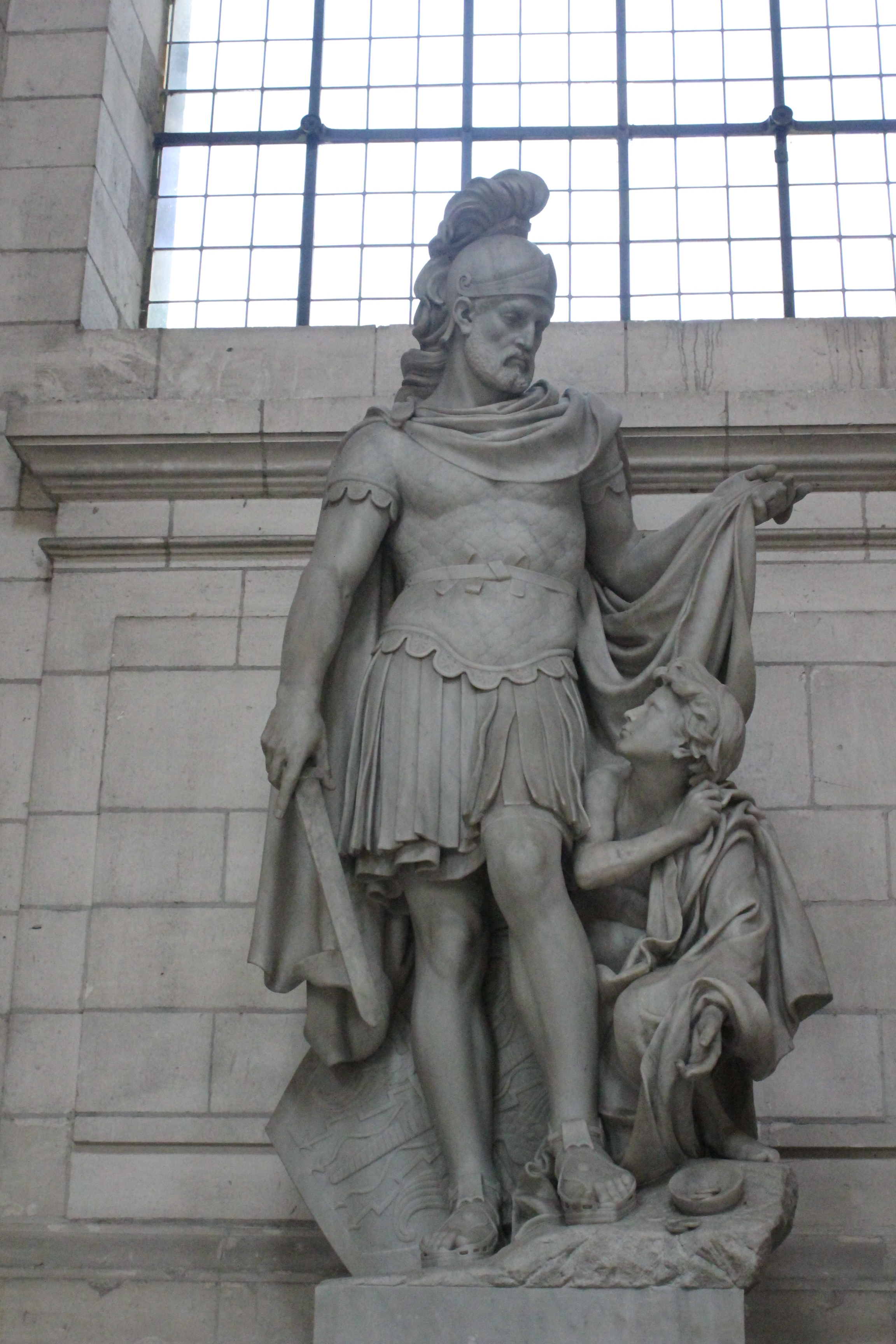
聖マルティヌスと乞食、(アラス大聖堂)